# Grechenek György
Grechenek György (angolul: George Grechenek) (Magyarország, 1825 – Washington, USA, 1862. május 17.) magyar mérnök, honvédhadnagy, az amerikai polgárháború hősi halottja.

## Élete
A keszthelyi Georgikonban végezte tanulmányait, tanulmányainak befejeztével Károlyi gróf birtokán felügyelői állást kapott. 1848 őszén a szatmár megyei nemzetőrségbe jelentkezett, majd az 1848–49-es magyar szabadságharcban Ihász Dániel parancsnoksága alatt teljesített szolgálatot, különösen a Vöröstoronyi-szoros védelménél 1849. március 16-án és 28-án tüntette ki magát. Honvédhadnagyként verekedte végig a magyar szabadságharcot, a szabadságharc leverése után Kossuth Lajos kíséretében a török internáló táborokban volt (így Kütahyában is), végül az amerikai „Mississippi” nevű hajóval érkezett meg New York-ba. Azok közé tartozott, akik valóságos testőrei voltak Kossuth Lajosnak, amerikai körútján is végig kísérte Németh Józseffel, Kalapsza Jánossal és másokkal. Együtt volt Kossuth Lajossal George Washington sírjának meglátogatásakor is.
A polgári életben Frank Baldwinnál, a syracusai csatornaépítés fővállalkozójánál vállalt munkát, főmérnöke Asbóth Sándor volt. A munkálatoknál Grechenek György megbízhatóságát értékelték. Az amerikai polgárháborúba 1861. június 21-én kapcsolódott be a New York melletti Staten Islanden. A George Sykes tábornok dandárjához tartozó 72. New York-i önkéntes gyalogezredben harcolt kapitányi rangban. 1862. május 5-én a Williamsburg (Virginia) melletti csatában súlyos térdlövést kapott. Néhány nap múlva Washingtonba szállították, ahol a Harewood Hospitalban kezelték, két nap múlva jobb lábának háromnegyedét amputálni kellett, de a szövetelhalás nem állt meg, és 1862. május 17-én meghalt. 37 évet élt. A Washington közelében fekvő veteránotthon (Soldier's Home) melletti nemzeti temetőben nyugszik.